# 默兹河畔巴祖瓦耶
默兹河畔巴祖瓦耶（法語：Bazoilles-sur-Meuse）是法国大东部大区孚日省的一个市镇，属于讷沙托区和讷沙托县。该市镇2009年时的人口为598人。

## 人口
默兹河畔巴祖瓦耶人口变化图示
| 数据来源：INSEE |